# Башковце
Башковце (словац. Baškovce) — село в Словаччині, Гуменському окрузі Пряшівського краю. Розташоване в північно-східній частині Словаччини в південній частині Низьких Бескидів в долині Ондавиці.
Уперше згадується у 1410 році.
У селі є римо-католицький костел з 1973 року.

## Населення
| Рік:            | 1993 | 2003    | 2013    | 2023    |
| --------------- | ---- | ------- | ------- | ------- |
| Кількість осіб: | 437  | 429     | 428     | 395     |
| Різниця:        |      | -1,83 % | -0,23 % | -7,71 % |

| Рік:            | 2022 | 2023    |
| --------------- | ---- | ------- |
| Кількість осіб: | 394  | 395     |
| Різниця:        |      | +0,25 % |

У селі проживало 428 осіб (31.12.2011).
Національний склад населення (за даними останнього перепису населення — 2001 року):
- словаки — 99,55 %,
- чехи — 0,23 %,
- українці — 0,23 %.

Склад населення за приналежністю до релігії станом на 2001 рік:
- римо-католики — 97,73 %,
- греко-католики — 2,05 %,
- не вважають себе вірянами або не належать до жодної вищезгаданої конфесії — 0,23 %.